# CAVIM
A CAVIM (em espanhol: Compañía Anónima Venezolana de Industrias Militares, ou Companhia Anônima Venezuelana de Indústrias Militares) é uma fabricante estatal venezuelana de armas de fogo dedicada ao desenvolvimento de armas, munições, explosivos, maquinaria militar e desenvolvimento tecnológico utilizados pelas Forças Armadas; criada pelo Decreto Presidencial nº 883 do então presidente da Venezuela, Carlos Andrés Pérez, em 29 de abril de 1975.
A CAVIM é administrada pelo Ministério do Poder Popular para a Defesa da Venezuela e seus produtos são utilizados pelas Forças Armadas Nacionais Bolivarianas da Venezuela, tendo sede em Caracas. Tem como principal missão gerir todas as unidades e processos relacionados com o setor da segurança e defesa nacionais, monitorizando sempre a sua qualidade e suporte tecnológico.
O atual presidente da CAVIM é o General-de-Divisão (GD) Víctor Edgardo Rosas Colón, do Exército Bolivariano da Venezuelano.

## História

### Armas de fogo
A CAVIM fabricou a pistola Zamorana em 2006, que é a primeira arma portátil doméstica da Venezuela. Isso foi feito com algumas peças da República Tcheca.
O AK-103 também foi licenciado para a CAVIM para fabricação na Venezuela com pagamentos iniciais de taxa de licenciamento feitos em 2006 e a transferência de AK-103 fabricados na Rússia para a Venezuela em 2008. As fábricas de AK-103 da CAVIM abriram oficialmente em 2012 sem o equipamento de fabricação necessário.
Devido a problemas com a fábrica com o empreiteiro russo não cumprindo os prazos com um caso de fraude, o que obrigou a CAVIM a terminar o restante da construção, anunciando que a produção em grande escala começaria em 2019.
Em 2016, a CAVIM revelou o morteiro comando M66 "Cazador" para o Corpo de Fuzileiros Navais da Venezuela.

### VANTs
A CAVIM revelou o Arpia, uma versão licenciada do Qods Mohajer iraniano em 2012, embora tenha sido exibido pela primeira vez restrito a VIPs em novembro de 2011 na Base Aérea de El Libertador, depois que o Irã e a Venezuela assinaram um acordo para comprar o Mojader em 2007.

### Kalashnikov AK-103
A CAVIM adquiriu as licenças de produção dos fuzis de assalto Kalashnikov AK-103, mas foi incapaz de estabelecer uma linha de produção e nenhum foi construído.

## Produtos

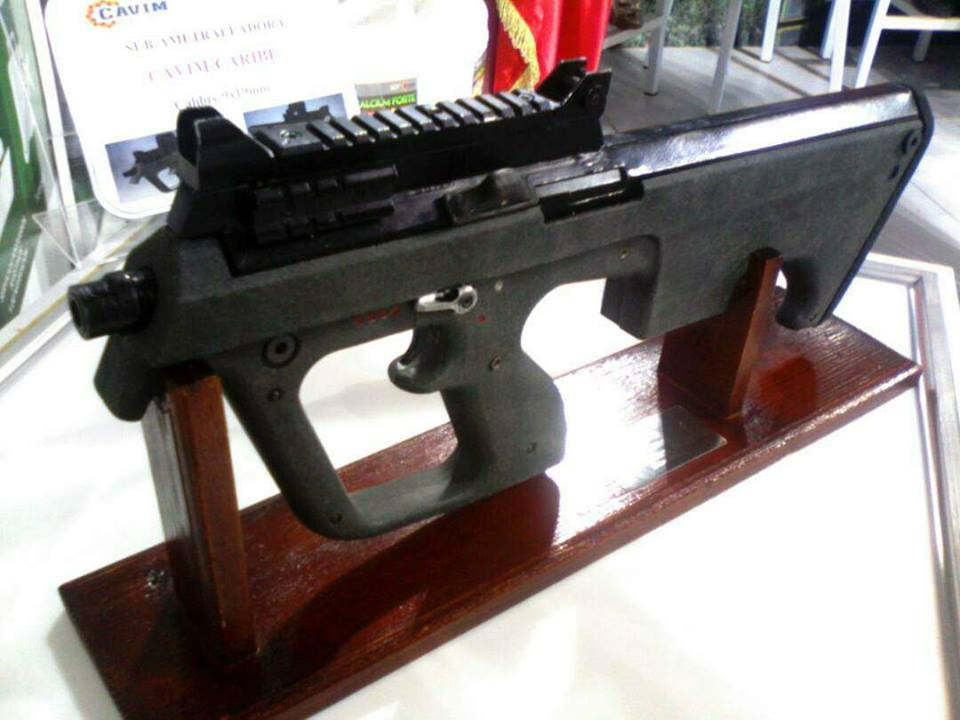
Protótipo da submetralhadora F-Caribe, um modelo bullpup calibrado em 9x19mm Prabellum.

### Pistolas
- Beretta 92FS

- Pistola Zamorana (descontinuada)

- Beretta PX4 Storm
- Tanfoglio Force 99

### Submetralhadoras

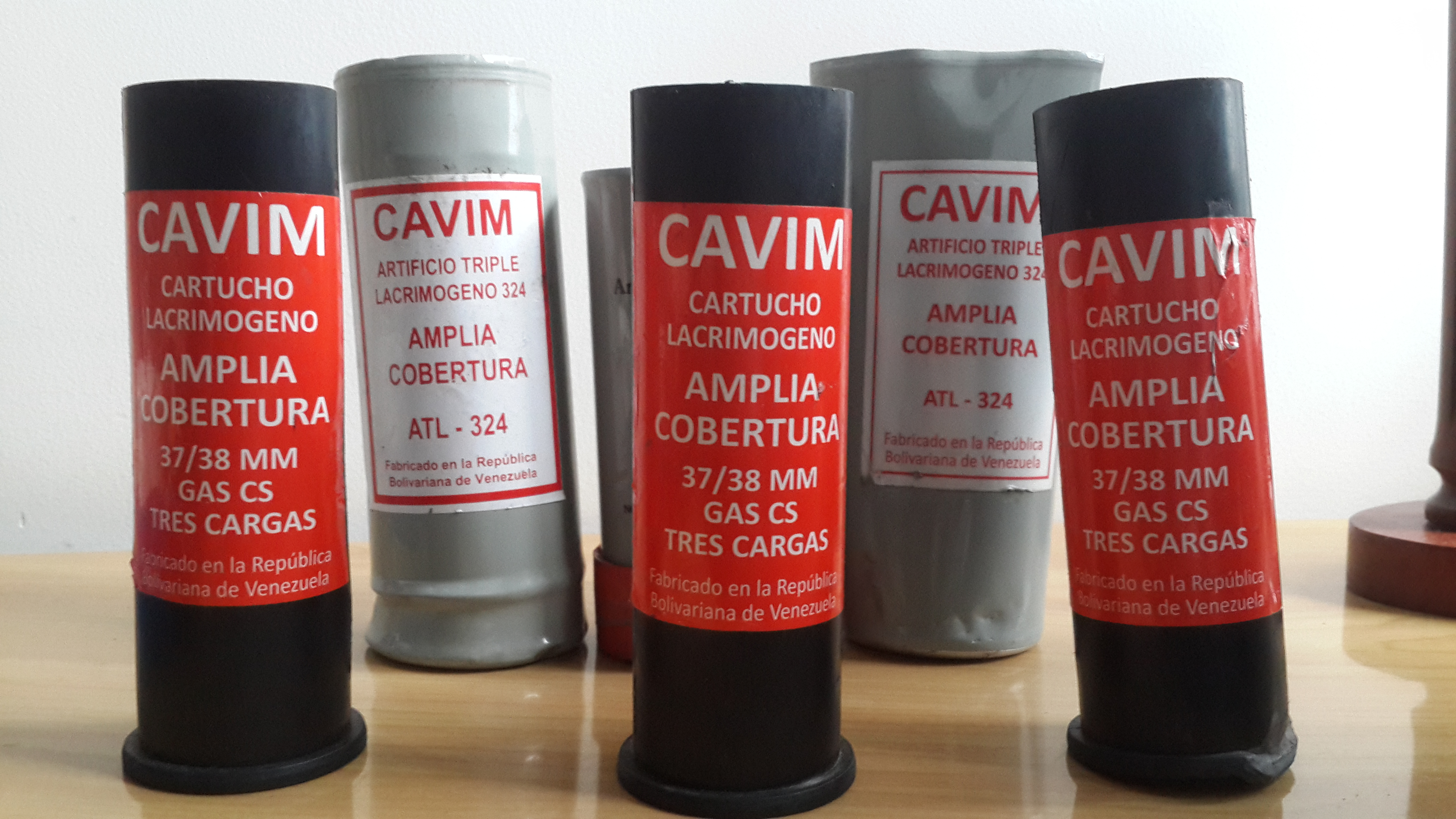
Cartuchos de gás lacrimogêneo produzidos pela CAVIM.

- F-Caribe (protótipo)[16]
- Orinoco II

### Fuzis de assalto
- FN FAL[17]

### Fuzis de precisão
Fuzil Catatumbo

### Munições
- 9x19mm Parabellum

- 7,62×39mm
- 7,62×51mm OTAN
- 7,62×54mmR
- 12,7×99mm (.50 BMG)